# Ďoma
Ďoma (rusky Дёма, baškirsky Дим) je řeka v Baškirské republice a v Orenburské oblasti v Rusku. Je 535 km dlouhá. Povodí má rozlohu 12 800 km².

## Průběh toku
Pramení na severním svahu Obščého Syrtu. Říční údolí je široké a koryto členité. Na dolním toku se nacházejí mnohé průtoky a mrtvá ramena. U města Ufa ústí zleva do řeky Belaji (povodí Kamy) na 475 říčním kilometru.

## Vodní režim
Průměrný roční průtok vody v ústí činí 35 m³/s.

## Využití
Na řece leží město Davlekanovo.